# 晏春鳴
晏春鳴，四川重庆府合州铜梁县人，明朝政治人物，同進士出身。

## 生平
万历四十一年（1613年）癸丑科第三甲進士。次年授黄冈县知县。天啟元年，選试御史，同年六月，授广东道監察御史。天啟七年，上奏請求對廣東稅制改革，以解決遼東兵餉。崇禎元年，免除職位。崇禎二年，升任山西副使。同年四月，崇禎帝和內閣調查天啟七年宁锦之战后冒功的閹黨人員，晏春鳴被免除加衔。崇禎三年，升任为陕西右参政。
| 官衔          | 官衔                         | 官衔        |
| ------------- | ---------------------------- | ----------- |
| 前任： 周萬鎰 | 明朝黄冈县知县 1614年—1619年 | 繼任： 熊江 |